# Аболмед
ООО «АБОЛмед» — фармацевтическая компания, одно из крупнейших фармацевтических предприятий России.
Штаб-квартира компании находится в Новосибирске.

## История
Предприятие было основано в апреле 1998 года. Изначально оно создавалось для производства антибактериальных химиопрепаратов. Основу предприятия тогда составляли производственные мощности в городе Видное Московской области. Первая серия продукции (цефалоспориновый антибиотик Нацеф) была выпущена в ноябре 1998 года.
В последующие четыре года компания АБОЛмед наладила выпуск семи антибиотиков-цефалоспоринов, которые до этого импортировались в Россию.
В 2000 году было начато строительство полностью автоматизированного завода компании в Новосибирске с плановой мощностью в 25 млн флаконов в год.
В 2004 году была пущена в эксплуатацию первая очередь завода. Строительство обошлось владельцам в $20 млн, из которых около $8 млн было предоставлено Международной финансовой корпорацией.
К концу 2004 года компания производила 10 антибиотиков для инъекций различных групп (в том числе антибиотиков, преодолевающих микробную устойчивость).
В октябре 2009 года на новосибирском заводе компании было запущено производство антимикробных препаратов в форме инфузионных растворов. В новое производство было вложено около 1 млрд руб. За 2009 год объём производства на предприятии вырос на 50 % и составил около 2 млрд руб.
В июле 2018 года Арбитражный суд принял иск от кредиторов предприятия и ввел в его отношении конкурсное производство.

## Деятельность
АБОЛмед разрабатывает, производит и осуществляет дистрибуцию фармацевтической продукции.
АБОЛмед является одним из основных поставщиков госпитальных антибиотиков для российских больниц. Объёмы производства новосибирского филиала АБОЛмед в 2009 году составили 12,5 млн флаконов.
Предприятие производит антимикробные препараты для лечения клинически значимых инфекций: цефазолин, цефуроксим, цефотаксим, цефтриаксон, цефтазидим, цефепим, цефокситин, фосфомицин, меропенем, имипенем+циластатин, азтреонам, доксициклин, ванкомицин, офлоксацин, пефлоксацин, левофлоксацин, полимиксин В, метронидазол и капреомицин. Последний применяется для лечения туберкулёза, вызванного штаммами микобактерий со множественной лекарственной устойчивостью.
В 2010 году, Аболмед был единственным в России производитель антибиотика, относящегося к классу монобактамов.
В 2013 году компания внедрила технологию радиочастотной идентификации (RFID) для защиты своей продукции от подделки.

## Структура и управление
АБОЛмед имеет 2 фармацевтических завода и 19 филиалов в регионах России.
Генеральным директором компании с 2014 года является Фёдор Анохин.
Коммерческий директор — Виктор Лимонов. Он же является директором по развитию ООО «Limonov» (арендодатель производственных площадей и владелец активов компании ООО «АБОЛмед»). Ранее Виктор Лимонов занимал должность генерального директора ООО «АБОЛмед».

## Финансы
Оборот компании в 2008 году составлял 1,7 млрд руб, чистая прибыль — 64 млн руб.
По итогам апреля 2010 года объём производства компании составлял около 7 млн долл за месяц.
По данным в системе Seldon.Basis, в 2015 году выручка компании составила 230 млн руб. (сократилась на 622,55 млн руб. по сравнению с соответственным показателем 2014 года), чистый убыток уменьшился и достиг 53,32 млн руб. (в 2014 году чистый убыток составлял 82,8 млн руб.).